# Гребеников Євген Олександрович
Євген Олександрович Гребеников (рос. Гребеников Евгений Александрович; 20 січня 1932) — радянський астроном.
Родився в селі Слобозія-Маре (Румунія, тепер Молдова). У 1954 закінчив Московський університет. У 1954—1957 — аспірант цього університету, в 1957—1960 працював в Державному астрономічному інституті ім. П. К. Штернберга, в 1960—1962 — в Московському технологічному інституті харчової промисловості, в 1962—1969 — в університеті Дружби народів ім. П.Лумумби (з 1968 — професор), в 1969—1978 — начальник математичної лабораторії Інституту теоретичної і експериментальної фізики АН СРСР. У 1978—1988 — директор Науково-дослідного обчислювального центру Московського університету. У 1988—1997 — працював в ІПК (пізніше за ІВВС-РАНІ) на посаді завідувача відділом математичної фізики, заступник директора з науки. З 1997 — головний науковий співробітник відділу методів нелінійного аналізу ВЦ РАН. У 2002 — дійсний член Міжнародної Академії Нелінійних Наук.
Основні наукові роботи присвячені проблемам аналітичної і небесної механіки, якісній теорії диференціальних рівнянь, прикладній і обчислювальній математиці. Спільно з Є. П. Аксьоновим і В. Г. Дьоміним виконав цикл робіт з дослідження узагальненого завдання двох нерухомих центрів і отримав загальне рішення цієї задачі. Запропонував новий метод для побудови асимптотичних рішень деяких резонансних задач небесної механіки. Розглянув питання, пов'язані з обґрунтуванням застосування методу усереднювання для вирішення деяких систем диференціальних рівнянь, використовуваних в завданнях небесної механіки. Довів ряд теорем, що обґрунтовують метод усереднювання Делоне-Хілла. Застосував отримані результати для дослідження руху матеріальної точки в полі тяжіння несиметричного тіла, що оберталося. Довів існування майже періодичних так званих тороїдальних рішень в завданні про рух матеріальної точки в нормальному полі тяжіння центрального тіла. Застосував отримані результати до створення високоточних теорій руху штучних супутників Землі і супутників великих планет. Розвинув нову гіпотезу про еволюцію планетних систем на космологічних проміжках часу, згідно з якою планетна система в процесі динамічної еволюції обов'язково проходить через множину резонансних і нерезонансних станів, причому їхня кількість і час перебування в них визначаються початковими параметрами системи. Ця гіпотеза підтверджується моделюванням на ЕОМ і одержує все більше визнання. Провів дослідження обмеженого завдання трьох тіл і отримав низку результатів, що доповнюють роботи Г. Е. Брунса і Анрі Пуанкаре. На основі цих досліджень виник новий напрям, в якому ЕОМ використовується не як засіб для власне обчислень, а для перевірки гіпотез про існування рішень заданої аналітичної структури.
Автор монографій «Нові якісні методи в небесній механіці» (1971), «Пошуки і відкриття планет» (1975), «Резонанси і малі знаменники в небесній механіці» (1978), «Конструктивні методи аналізу нелінійних систем» (1979), написаних спільно з Ю. А. Рябовим, «Микола Коперник» (1973) і ін.
Державна премія СРСР (1971). У 1983 — лауреат Премії Ради Міністрів СРСР в області науки.
У 1991 одній з малих планет Сонячної Системи присвоєно ім'я 4268 Гребеников.